# Crims a Barcelona. Sempre hi ha una escletxa
Crims a Barcelona. Sempre hi ha una escletxa (títol original en alemany, Der Barcelona-Krimi: Der Riss in allem) és una pel·lícula de ficció criminal alemanya del 2022 dirigida per Carolina Hellsgård . És la setena entrega de la saga de telefilms de temàtica policíaca de l'ARD Crims a Barcelona, amb Clemens Schick i Anne Schäfer en els papers principals. Es va estrenar el 12 de maig de 2022 com a part de la franja dels dijous en horari de màxima audiència del canal Das Erste dedicada a les ficcions sobre crims. S'ha doblat al català per a TV3, que va emetre-la per primer cop l'11 de maig de 2025.
El rodatge del telefilm, amb el títol provisional de Die Stadt stinkt, va tenir lloc a Barcelona del 5 d'octubre al 8 de desembre de 2021, coincidint amb la filmació de la pel·lícula anterior El dia més llarg.